# Ашерман, Джозеф
Джозеф (Густав) Ашерман (англ. Joseph Asherman; 11 сентября 1889, Розовица — 9 октября 1968, Герцлия) — израильский врач-гинеколог, акушер, педагог, профессор в Еврейском университете, директор родильного дома «Кирия». В его честь назван синдром Ашермана. Лауреат премии Зольда в области медицины и общественной гигиены в 1960 году.

## Биография
Родился в 1889 году в Розовицах, городке недалеко от Добржиш, в часе езды от Праги, Австро-Венгрия. Изучал медицину в Карловом университете и в 1913 году получил степень доктора медицинских наук. В Первую мировую войну служил мед-офицером в австро-венгерской армии (1914-18 гг.).
В 1920 году он иммигрировал в Израиль. В Израиле он сначала работал врачом в долине Джезреэль, Явнеле и Галилее. Он специализировался в области гинекологии, руководил отделением акушерства и гинекологии в больнице Хадасса, создал и руководил системой Well Baby, а затем основал и руководил родильным домом «Кирия». Позже стал главой службы акушерства и гинекологии в городе Тель-Авив.
Ашерман также был президентом Ассоциации гинекологов Израиля, членом Американского общества по изучению бесплодия, членом Французского и Бразильского гинекологических обществ, членом Международного колледжа хирургов, также был назначен приглашённым профессором Еврейского университета в Иерусалиме.
Ашерман опубликовал десятки медицинских статей. Лауреат премии Зольда в области медицины и общественной гигиены в 1960 году.

## Смерть
Среди его учеников: профессор Надав Соферман, доктор Хаим Абарбанель и доктор Иегуда Арье Абрамовиц, которые много лет руководили больницей Хадасса (Тель-Авив).
В 1965 году его жена Малка неожиданно умерла. Ашерман жил в Тель-Авиве, а в последний год своей жизни — в Герцлии, где и умер в 1968 году в возрасте 79 лет. Похоронен рядом со своей женой Малкой на кладбище Нахалат Ицхак. В его честь названа улица в Тель-Авиве.

## Публикации
- «Здоровье матери: Советы для беременной женщины», Тель-Авив: Медицинская ассоциация Хадасса; библиотека медицинской ассоциации Хадасса имени Натана и Лины Штраус, 1932.
- Джозеф Г. Ашерман, «На пути к материнству», Тель-Авив: муниципалитет Тель-Авив-Яфо, Департамент общественной медицины, 1957.